# Ordre de l'Hermine (royaume d'Aragon)
Pour les articles homonymes, voir Ordre de l'Hermine.
L'ordre de l'Hermine est un ordre de chevalerie du royaume d'Aragon institué en 1463 par Ferdinand Ier, roi de Naples.

## Description
L'insigne est un collier en or auquel est suspendue une hermine avec la devise en latin : « Malo mori quam foedari », plutôt mort que déshonoré.

## Galerie

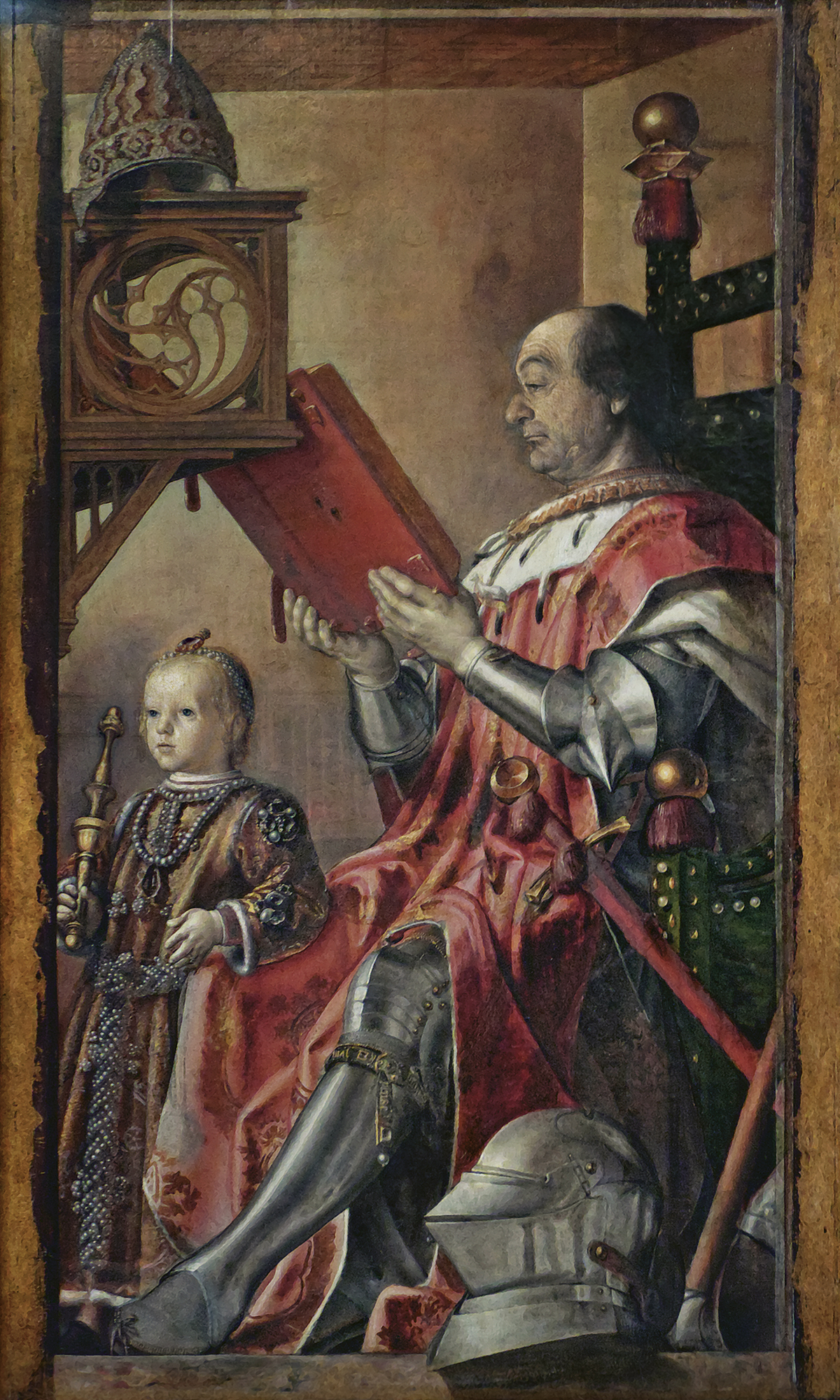
Portrait de Federico da Montefeltro et son fils Guidobaldo, 1474–1477, avec le collier de l'ordre de l'Hermine.
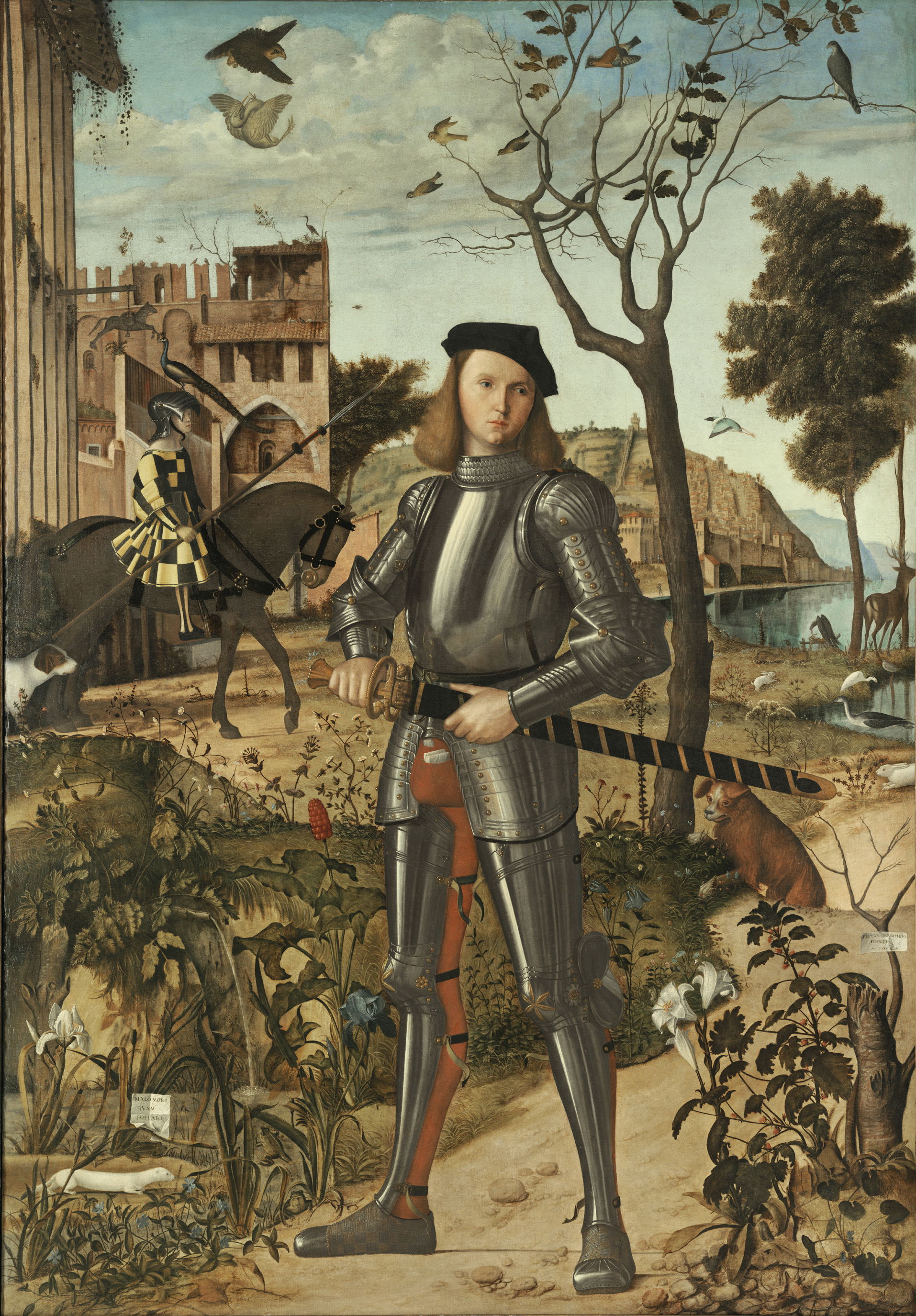
Vittore Carpaccio, Portrait d'un chevalier de l'ordre de l'Hermine (visible en bas à gauche), 1510.
Léonard de Vinci, La Dame à l'hermine, 1488 représentant l'Ordre.